# Cleveland Guardians
I Cleveland Guardians sono una squadra della Major League Baseball (MLB) con sede a Cleveland. Sono membri della Central division della American League e giocano le partite interne al Progressive Field.
Membri dell'American League fin dalla sua fondazione, nel 1901, con il nome di Cleveland Blues, nel 1902 diventano Cleveland Broncos e dal 1903 al 1914 Cleveland Naps, vista la presenza tra le loro file del campione dell'epoca Napoleon Lajoie. Nel 1915 presero il nome di Cleveland Indians e adottarono lo stemma con la caricatura dell'indiano sorridente, Capo Wahoo. In seguito al movimento d'opinione scaturito dalle proteste per la morte di George Floyd, il 19 novembre 2021 la franchigia ha preso ufficialmente il nome di "Cleveland Guardians", visto che il nome "Indians" è stato considerato avere connotazioni razziste.

## Storia

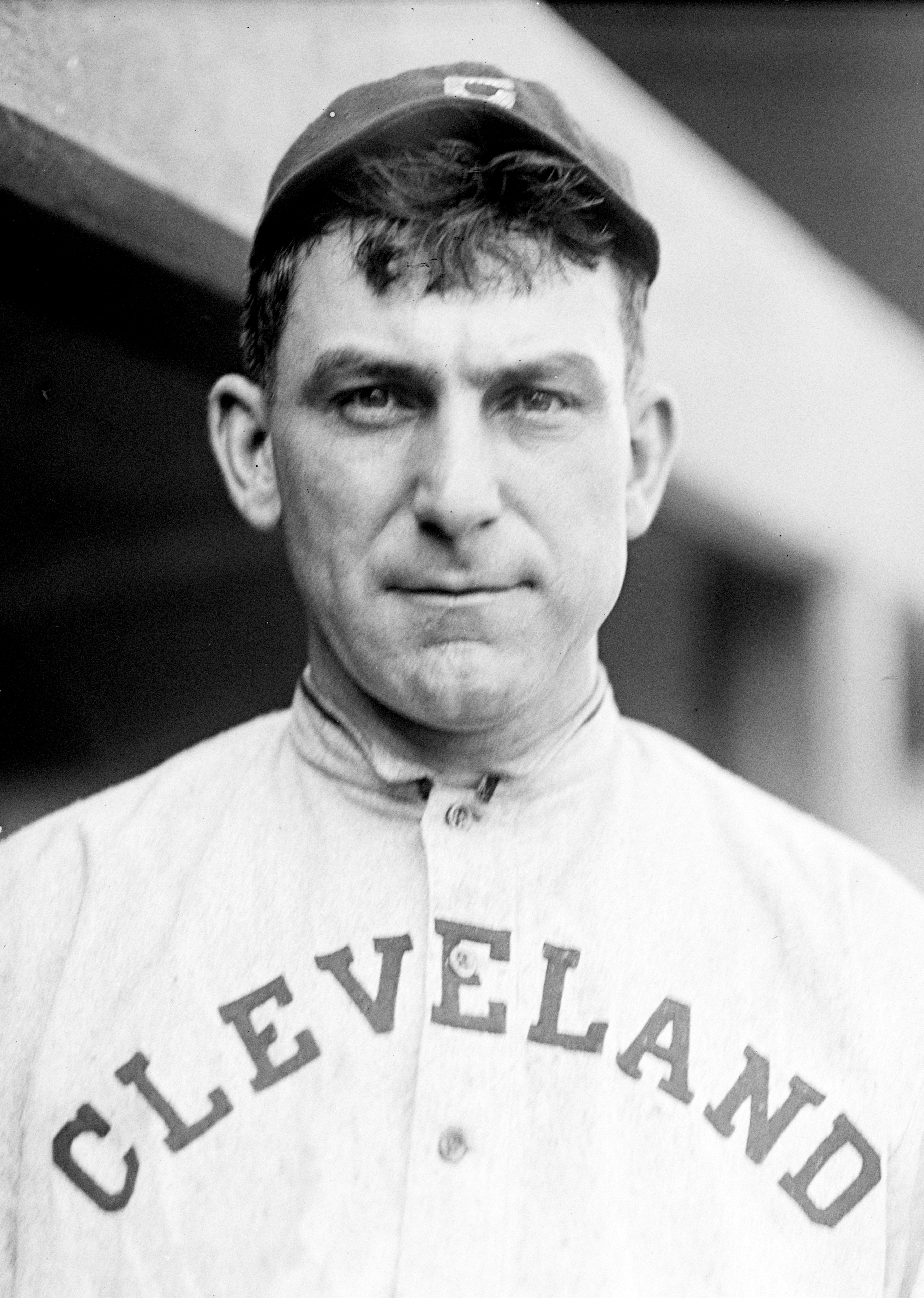
Nap Lajoie, che diede il nome alla squadra dal 1903 al 1905

### Gli anni degli Spiders a Cleveland
Prima di entrare a far parte della American League, Cleveland aveva già una squadra che militava nelle leghe maggiori, nella National League: i Cleveland Spiders. Fondati nel 1887, dal 1891 al 1898 videro tra le proprie file il fenomenale lanciatore Denton True Young, soprannominato Cy Young (dall'abbreviazione di "cyclone"), nativo della vicina città di Gilmore, uno dei più grandi giocatori della storia. Nonostante i lanci di Young e le buone prestazioni della squadra, gli Spiders non riuscirono mai a vincere il campionato.
Nel 1899, i proprietari della squadra, i fratelli Robison, acquistarono i St. Louis Cardinals, allora St. Louis Browns, e vi trasferirono Young e altri due giocatori, lasciando a Cleveland quella che viene ancora oggi considerata una delle peggiori squadre della storia del baseball, Gli Spiders vinsero infatti solo 20 partite, a fronte di 134 sconfitte, record negativo di tutti i tempi. Al termine della stagione, la National League escluse quattro squadre, tra cui gli Spiders, dal proprio campionato.
Con la trasformazione nel 1901 della piccola Western League nella nuova American League, che divenne subito parte della Major League, Cleveland tornò ad avere una squadra: infatti i Grand Rapids Ristlers si trasferirono nell'Ohio, diventando i Cleveland Blues. La squadra assunse poi il nome di Broncos, finché nel 1904 una delle stelle dell'epoca, Napoleon "Nap" Lajoie, decise di passare tra le file dei Broncos, che in suo onore cambiarono denominazione in Naps.

### 1901-1946: un perfect game, il primo titolo e molti anni negativi
Dopo alcuni anni a metà classifica, Cleveland si mise in luce grazie anche al lanciatore Addie Joss, che nel 1908, al termine di una stagione che lo vede per 9 volte tenere a zero gli attacchi avversari, lanciò un perfect game contro i Chicago White Sox. Tuttavia, solamente tre anni dopo, quando sembrò che gli Indians potessero diventare una squadra in grado di puntare al titolo, Joss morì di meningite a soli 31 anni, primo di una lunga serie di sfortune, errori e valutazioni sbagliate che avrebbero colpito Cleveland nel corso degli anni.
Fino al 1920, nonostante il passaggio in squadra di future stelle come "Shoeless" Joe Jackson (poi tristemente famoso per la storia di corruzione che colpì i Chicago White Sox nel 1919) gli Indians non riuscirono ad arrivare più in là del terzo posto. Nel 1920, grazie alle solide battute di Tris Speaker e i lanci del futuro membro della Hall of Fame Stan Coveleski, gli Indians riuscirono a vincere il loro primo pennant dell'American league e a superare nelle World Series 1920 i Brooklyn Robins, per 5 partite a 2. La stagione fu segnata da un evento tragico, quando in agosto morì l'interbase Ray Chapman, colpito alla testa da una palla scagliata dal lanciatore degli Yankees Carl Mays, in quello che è l'ultimo incidente fatale della storia della MLB.
Gli anni successivi non portarono soddisfazioni agli Indians, con gli Yankees che furono i dominatori della scena grazie alle prestazioni di Babe Ruth, mentre Cleveland fu spesso relegata all'ultimo posto della AL. Gli Indians continuarono a stazionare sul fondo della classifica per tutti gli anni '30, finché nel 1937 l'arrivo del giovanissimo lanciatore Bob Feller, insieme a quello di altri talentuosi giovani, riportò al club la speranza di una squadra da titolo. L'ascesa degli Indians negli anni '40 viene tuttavia interrotta dall'ingresso in guerra degli Stati Uniti, che portarono molti loro giocatori al fronte.

### 1946-1954: l'ultimo titolo e "the catch"
Nel 1946, il vulcanico Bill Veeck divenne il proprietario della squadra, portando con sé un gruppo di investitori locali. Innanzitutto, questi trasferì la squadra dal piccolo stadio League Park al più capiente Municipal stadium, con un pubblico che spesso superava le 80.000 unità. Questo, insieme ai nuovi acquisti di Veeck, spinse gli Indians verso le stagioni più vincenti della loro storia.
Nel 1947, 11 settimane dopo che Jackie Robinson era diventato il primo giocatore di colore della storia della Major League, Larry Doby firmò con gli Indians, diventando il primo giocatore di colore dell'American League. L'anno successivo fu raggiunto dal lanciatore Satchel Paige, proveniente dalle Negro League, le leghe composte da soli giocatori afroamericani. Con una squadra ricca di talenti, Cleveland lottò fino all'ultima giornata per la vittoria dell'American League con i Boston Red Sox, che vennero superati solo dopo una partita di spareggio, la prima nella storia della lega. Nelle World Series 1948, Cleveland superò i Boston Braves per 4 a 2, riportando in città il titolo 28 anni dopo il primo.
Negli anni seguenti, la squadra rimase competitiva ma fu ancora bloccata dai New York Yankees, finendo per cinque volte al secondo posto. Nel 1954, con un record di 111 vittorie nella stagione regolare, gli Indians tornarono alle World Series, contro i New York Giants. La serie terminò con la netta affermazione dei Giants, 4-0: essa è ricordata per la celebre the catch (la presa). In gara 1: il 29 settembre 1954, nella parte alta dell'ottavo inning, sul punteggio di 2-2, il battitore di Cleveland Vic Wertz colpì la palla in quello che apparve essere un fuoricampo, con due corridori degli Indians sulle basi, e nessun eliminato. Nello spazioso campo di casa dei Giants, tuttavia, la battuta invece restò in campo e fu presa al volo dall'esterno destro dei Giants, l'Hall of Famer Willie Mays, causando un'improbabile eliminazione al volo. L'apparizione alle World series del 1954 sarebbe rimasta l'ultima degli Indians per i successivi 41 anni.

### 1955-1993: decenni negativi

Il logo utilizzato dalla franchigia dal 1950 al 2013 e in uso nell'uniforme di gara fino al 2018, quando venne dismesso definitivamente dopo annose polemiche, perché considerato, da alcuni, offensivo nei confronti dei nativi americani.

Terminati gli anni '50 senza mai più affacciarsi nei piani alti della classifica, gli anni '60 iniziarono con la cessione Rocky Colavito, uno dei preferiti dei tifosi, ai Detroit Tigers in cambio di Harvey Kuenn. Si trattò del primo di una catena di errori che avrebbero segnato la storia della franchigia per i successivi quarant'anni: dal 1960 al 1993, infatti, gli Indians non sarebbero mai giunti a meno di 11 partite dai playoff. La cessione avvenne il giorno prima dell'inizio della stagione 1960, facendo nascere la cosiddetta "maledizione di Rocky Colavito". Harvey Kuenn si infortunò quasi immediatamente, mentre Colavito ottenne a Detroit i migliori risultati in carriera, con 45 fuoricampo, 140 punti battuti a casa e 129 punti segnati.
Nel 1965, gli Indians riacquistarono Colavito, ma cedettero in cambio i giovani Tommy John e Tommie Agee. Mentre il ritorno di Colavito non diede i risultati sperati, John vinse 286 partite in una carriera che lo vedrà raggiungere quattro volte le World Series, mentre Agee vincerà il premio di rookie dell'anno e un titolo con i New York Mets. Sempre nel 1965, il lanciatore Jim Grant, ceduto perché ritenuto troppo vecchio, vinse 21 partite per i Minnesota Twins, che grazie ai suoi lanci conquistarono il loro primo campionato.
Negli anni '70 e '80, la franchigia fu segnata da altri momenti negativi, quali i problemi di alcolismo del lanciatore Sam McDowell, uno dei migliori giovani prospetti della lega, l'esaurimento nervoso dell'esterno Tony Horton, costretto al ritiro a soli 25 anni, la cattiva gestione del talentuoso Steve Dunning, l'infortunio subito dopo la firma del contratto di Wayne Garland, lanciatore da 20 vittorie l'anno precedente, e la cessione dell'altro lanciatore Rick Sutcliffe, poi vincitore del Cy Young Award nel primo anno lontano da Cleveland. Il 4 giugno 1974 la partita contro i Texas Rangers fu sospesa dagli arbitri in seguito alle continue intemperanze del pubblico di casa, che, attirato allo stadio dalla "serata della birra a 10 centesimi", iniziò a lanciare in campo lattine, hot dog, palle da golf e altro, con vari spettatori che invasero il campo da gioco.
Sulla copertina di Sports Illustrated dedicata alla presentazione della stagione 1987 campeggiavano i due giocatori degli Indians Joe Carter e Cory Snyder, con la rivista che profetizzava che quello sarebbe stato l'anno di Cleveland. Gli Indians chiusero la stagione all'ultimo posto, con 101 sconfitte, uno dei record peggiori di sempre. Nel 1989, gli Indians e la loro lunga serie di stagioni perdenti divennero il centro del film Major League - La squadra più scassata della lega. La pellicola, quantomeno, li dipinse in modo simpatico, e la squadra acquistò nuovi consensi.
Nella pre-stagione del 1993, un incidente su un motoscafo costò la vita ai lanciatori Steve Olin e Tim Crews, e procurò gravi lesioni all'asso del monte di lancio Bob Ojeda. Un altro lanciatore, Kevin Wickander, rimase così scioccato dall'incidente che a metà stagione abbandonò l'attività. Complessivamente, dal 1959 al 1993, gli Indians non fecero meglio di un terzo e cinque quarti posti nell'American League. Il 1993 si concluse con 76 vittorie e 86 sconfitte e un ennesimo ultimo posto.

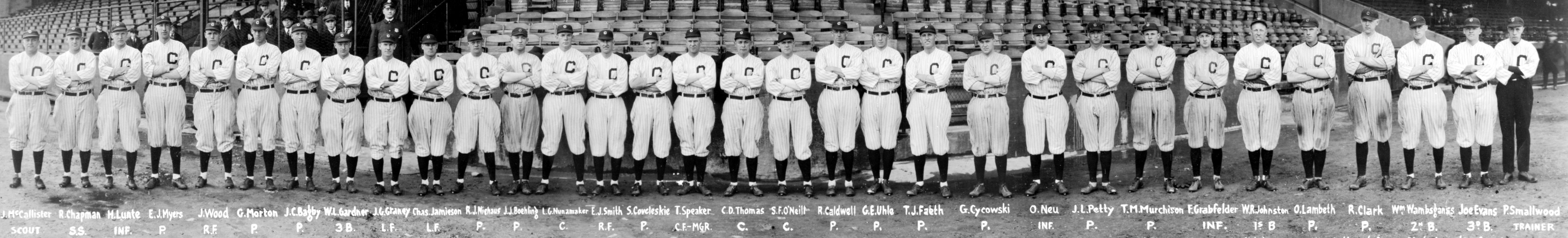
Gli Indians del 1920 che vinsero il primo titolo della loro storia

### 1994-2001: sette stagioni di successi

Una veduta del Jacobs Field

Nel 1994, il nuovo proprietario Dick Jacobs portò la squadra nel nuovo stadio, il Jacobs Field, e cominciò la costruzione di una squadra che negli anni seguenti avrebbe ricoperto un ruolo da protagonista nel campionato. La stagione 1994, però, si chiuse prematuramente per lo sciopero dei giocatori, il più lungo della storia, che si protrasse fino all'inizio della stagione successiva. Nonostante un campionato ridotto di 18 partite, nel 1995 gli Indians vinsero 100 partite, ottenendo il record migliore della lega. Nella prima World Series giocata dal 1954, la squadra si arrese agli Atlanta Braves per 4-2, con ben 5 partite decise da un solo punto di scarto. La stagione riportò in auge la passione dei tifosi, iniziando una striscia di 455 partite consecutive in cui lo stadio fece registrare il tutto esaurito. Sconfitti al primo turno nei playoff del 1996, gli Indians tornano alle World Series l'anno successivo, dopo aver sconfitto i favoritissimi Yankees in finale di lega, 3-2. Nella finale, Cleveland era data per favorita contro la nuova franchigia della Florida, i Marlins, ma al termine di 7 partite equilibrate, la squadra fu sconfitta pur trovandosi in vantaggio all'inizio dell'ultimo inning di gara 7. Cleveland infatti venne raggiunta e sconfitta all'undicesimo inning. Nonostante altre stagioni vincenti, gli Indians non arriveranno mai più così vicini al titolo assoluto in quelle annate: nel 1998, la squadra perse in finale di conference contro gli Yankees, nel 1999 si fece rimontare un vantaggio di due gare, perdendo 3-2 contro i Boston Red Sox nel primo turno dei playoff. Nel 2000, i playoff vennero mancati per una sola partita. Vi fecero ritorno nel 2001, venendo subito eliminati dai Seattle Mariners. Con la partenza di molti dei protagonisti di quelle sette stagioni, la stagione 2002 segnò l'inizio di una nuova fase.

### 2002-2010: gli anni di Shapiro e Wedge

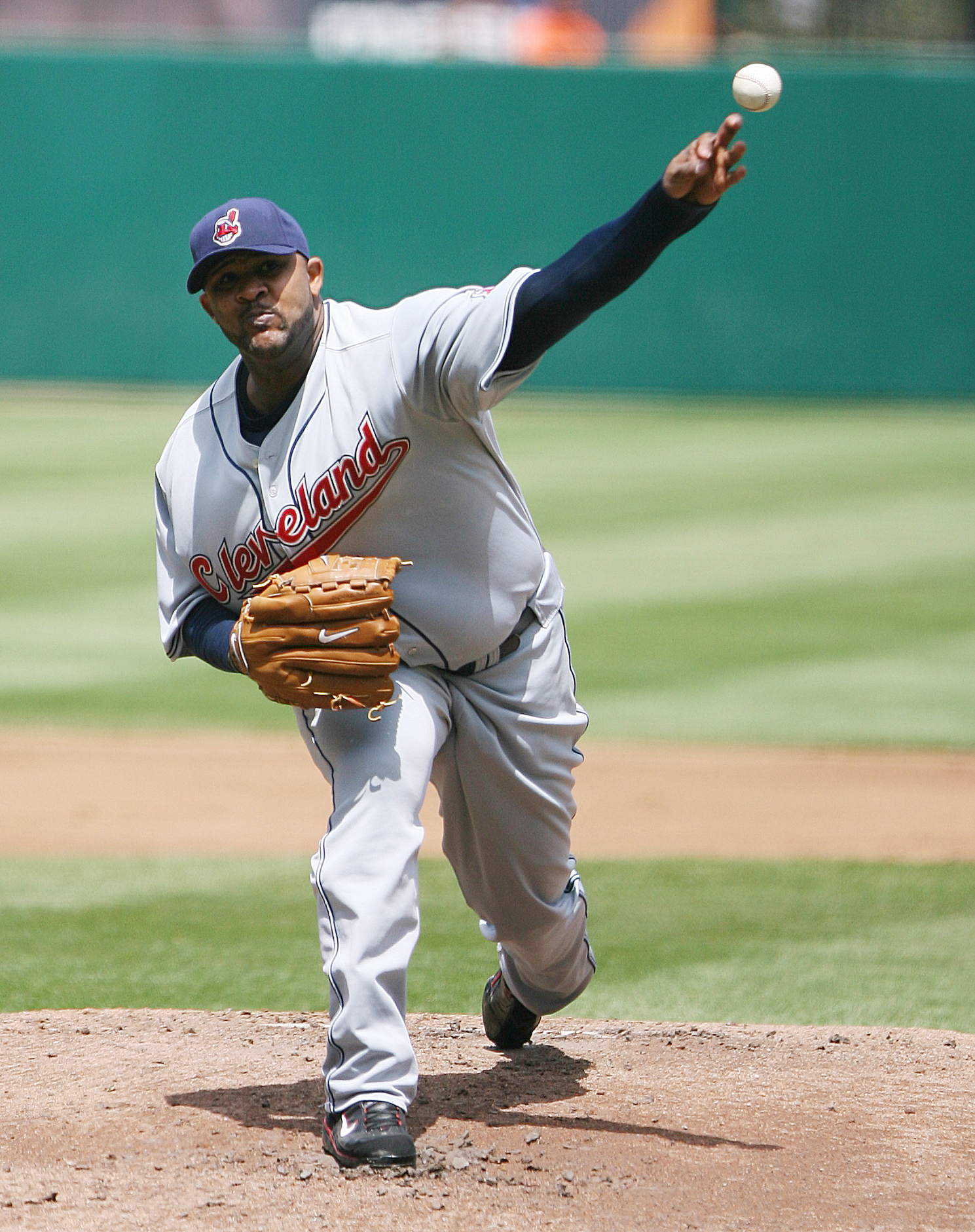
CC Sabathia vinse il Cy Young Award 2007 con gli Indians, seguito dal compagno Cliff Lee l'anno seguente

L'eliminazione al primo turno dei playoff 2001 segnò l'ultimo atto del periodo vincente degli Indians: il nuovo general manager Mark Shapiro iniziò la ricostruzione con una serie di giovani prospetti delle leghe minori: tra loro, Cliff Lee, Grady Sizemore, Travis Hafner e Coco Crisp. Dopo tre stagioni in crescendo, i primi frutti iniziarono a vedersi nella seconda metà della stagione 2005, quando per poco gli Indians non rimontarono in classifica i Chicago White Sox, poi vincitori del titolo. Una serie di sconfitte consecutive nell'ultima settimana della stagione portarono all'esclusione della squadra dai playoff. Nel 2006 Crisp fu ceduto ai Red Sox e rimpiazzato dal ritorno in squadra dal lanciatore CC Sabathia, e con l'acquisto dell'altro lanciatore Paul Byrd. Dopo un inizio di stagione con 6 vittorie nelle prime 7 partite, la squadra si bloccò, non riuscendo a raggiungere i playoff. Nel 2007, grazie anche alle grandi prestazioni sul monte di lancio di Sabathia, vincitore del Cy Young Award come miglior lanciatore della lega, e all'esplosione del giovane lanciatore Fausto Carmona, gli Indians tornarono ai playoff: dopo aver eliminato gli Yankees nel primo turno, si arresero nella finale dell'American League ai Boston Red Sox per 4 partite a 3, dopo essere stati in vantaggio per 3-1 nella serie.

Il logo ricamato sui cappellini da gioco delle terze divise degli Indians, in uso dal 2002

Il 2008 iniziò con speranze di ritorno alle World Series ma si rivelò un'annata deludente tra infortuni in serie e prestazioni poco convincenti di giocatori importanti, tanto che alla fine, con una mossa a sorpresa, gli Indians cedettero il loro miglior lanciatore, CC Sabathia, ai Milwaukee Brewers. L'ottima stagione del lanciatore Cliff Lee, vincitore del Cy Young award grazie alle sue 22 vittorie, e la definitiva consacrazione di Grady Sizemore furono le note più positive per gli Indians, che però nella stagione seguente cedettero Lee ai Philadelphia Phillies. Sia Lee che Sabathia avrebbero raggiunto le World Series nel 2009 con le rispettive squadre.
Il 2009 e l'inizio del 2010 proseguirono all'insegna del rinnovamento e del ringiovanimento del roster, ma le poche vittorie demotivarono sempre più il pubblico di casa, tornato a livelli di disaffezione vicini a quelli di vent'anni prima.

### 2011-presente: l'era di Antonetti e Francona

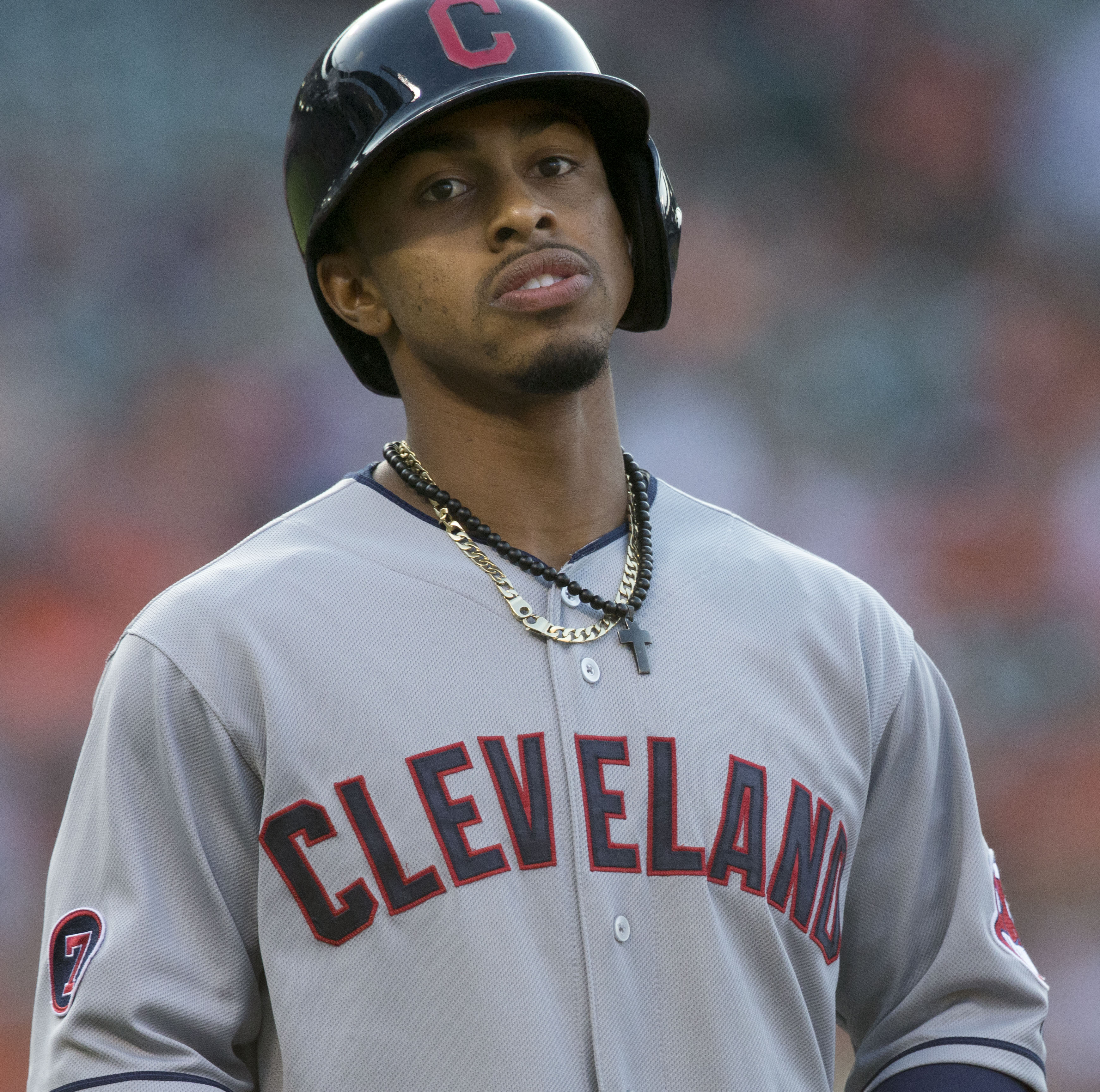
L'interbase Francisco Lindor

Il 18 febbraio 2010 fu annunciato che Shapiro sarebbe stato promosso a Presidente, mentre il suo assistente Chris Antonetti avrebbe assunto il ruolo di nuovo general manager. La stagione 2011 iniziò con un record di 30-15 ma nella seconda parte la squadra calò, chiudendo al secondo posto della division 15 gare dietro ai Detroit Tigers. Dopo un'altra stagione negativa, il 6 ottobre 2012 la squadra assunse Terry Francona, che sarebbe stato premiato come manager dell'anno nel 2013 e nel 2016. Questi nella sua prima annata riportò la squadra per la prima volta ai playoff dal 2007, uscendo nel turno delle wild card contro i Tampa Bay Rays.
Gli Indians ebbero la loro seconda stagione con un record positivo consecutiva (un fatto che non accadeva dal 2000-2001) nel 2014 finendo 85-77. Malgrado ciò finirono al terzo posto nella division, mancando la wild card per i playoff. Nel 2015, dopo avere faticato nella prima metà della stagione, conclusero sull'81-80 la terza stagione con un saldo positivo per la prima volta dal 1999-2001, terminando ancora però terzi nella division.
Nel 2016, gli Indians stabilirono l'allora record di franchigia vincendo 14 gare consecutive, guidati dall'interbase Francisco Lindor e dal lanciatore Corey Kluber. La squadra si aggiudicò il primato nella Central Division il 26 settembre, l'ottavo della loro storia e il primo dal 2007, tornando ai playoff per la prima volta dal 2013. I playoff iniziarono battendo 3-0 i Red Sox nelle American League Division Series. Poi superarono i Toronto Blue Jays per 4-1 nelle American League Championship Series vincendo il loro sesto pennant e qualificandosi per le World Series 2016 contro i Chicago Cubs. In una sfida che vedeva opposte le due franchigie che da più tempo non conquistavano un titolo, gli Indians si portarono in vantaggio per 3-1 nella serie vincendo gara 4 al Wrigley Field, ma i Cubs rimontarono conquistando tutte le ultime tre gare e il loro primo titolo da 108 anni.
Dal 24 agosto al 15 settembre della stagione 2017, gli Indians stabilirono un nuovo record dell'American League vincendo 22 gare consecutive. Il 28 settembre batterono i Minnesota Twins 5-2 conquistando la 100ª vittoria in stagione, per la terza volta nella loro storia dopo il 1954 e il 1995. La stagione regolare si concluse con 102 vittorie, il loro secondo miglior risultato dopo le 111 del 1954, vincendo la division per il secondo anno consecutivo e guadagnando il vantaggio del fattore campo per tutti i playoff della AL. La loro stagione si chiuse però nelle ALDS venendo sconfitti dagli Yankees per 3-2 dopo essere stati in vantaggio per 2-0.

## Giocatori importanti

### Membri della Baseball Hall of Fame

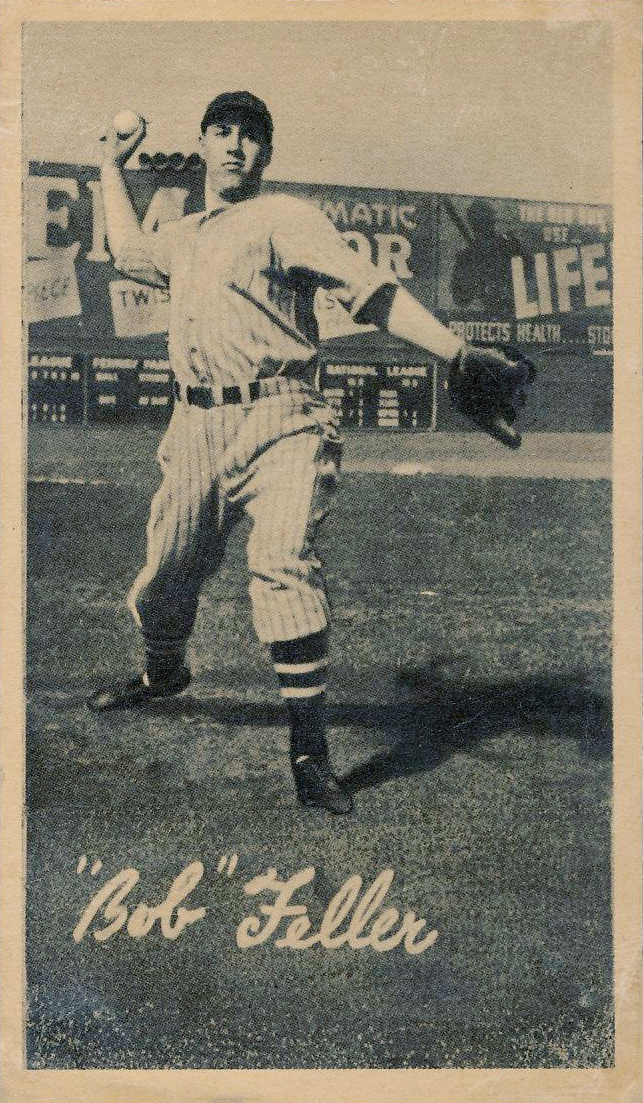
Il lanciatore Bob Feller

| Come Cleveland Naps |      |            |      |
| Giocatore           | Anno | Giocatore  | Anno |
| Elmer Flick         | 1963 | Nap Lajoie | 1937 |
| Addie Joss          | 1978 | Cy Young   | 1937 |

| Come Cleveland Indians |      |                  |      |
| Giocatore              | Anno | Giocatore        | Anno |
| Roberto Alomar         | 2011 | Hal Newhouser    | 1992 |
| Earl Averill           | 1975 | Phil Niekro      | 1997 |
| Bert Blyleven          | 2011 | Satchel Paige    | 1971 |
| Lou Boudreau           | 1970 | Gaylord Perry    | 1991 |
| Steve Carlton          | 1994 | Sam Rice         | 1963 |
| Stan Coveleski         | 1969 | Frank Robinson   | 1982 |
| Larry Doby             | 1998 | Joe Sewell       | 1977 |
| Dennis Eckersley       | 2004 | Billy Southworth | 2008 |
| Bob Feller             | 1962 | Tris Speaker     | 1937 |
| Joe Gordon             | 2009 | Jim Thome        | 2018 |
| Ralph Kiner            | 1975 | Hoyt Wilhelm     | 1985 |
| Bob Lemon              | 1976 | Dick Williams    | 2008 |
| Al López               | 1977 | Dave Winfield    | 2001 |
| Eddie Murray           | 2003 | Early Wynn       | 1972 |

Nota
i giocatori in grassetto sono riprodotti nella Hall of Fame con l'uniforme dei Naps/Indians

## Numeri ritirati

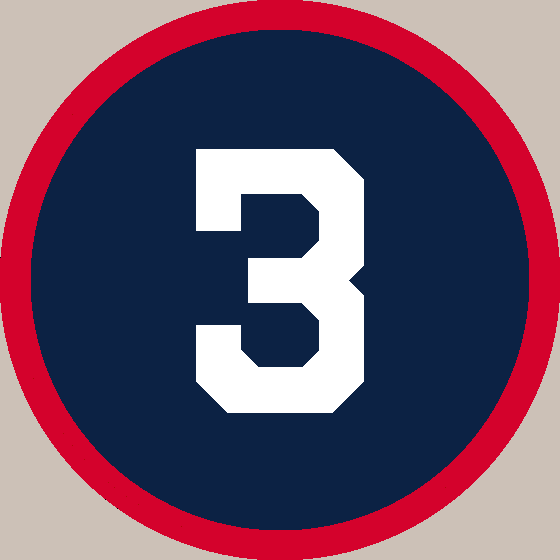
Earl Averill Ritirato nel 8 giugno 1975
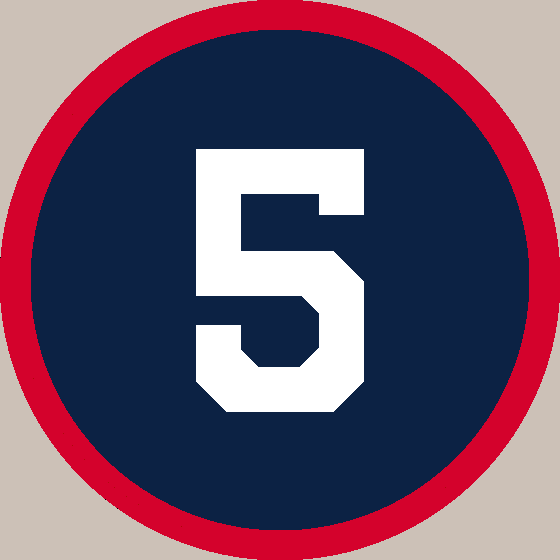
Lou Boudreau Ritirato nel 9 giugno 1970
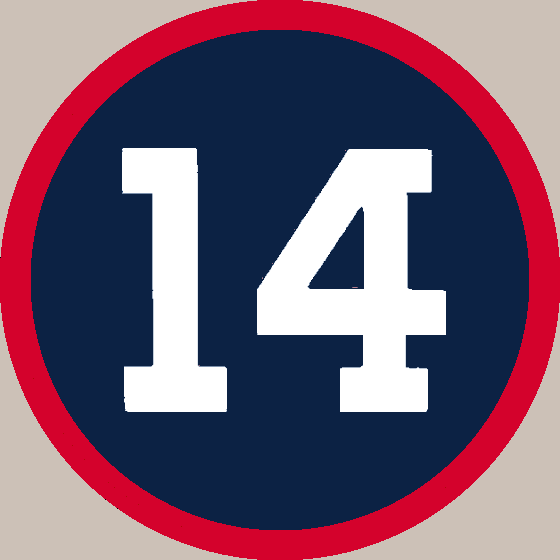
Larry Doby Ritirato nel 3 luglio 1994
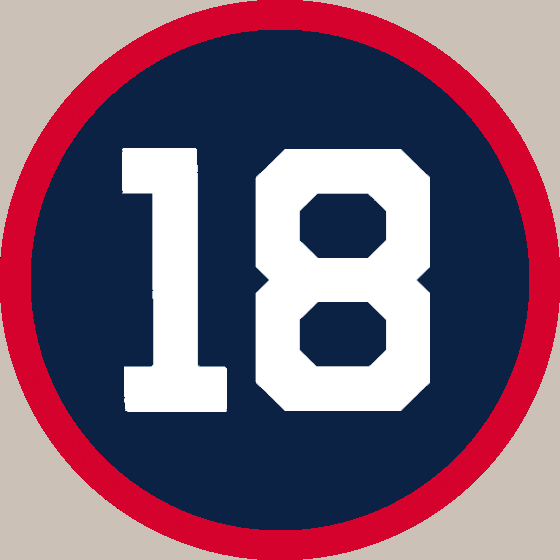
Mel Harder Ritirato nel 28 luglio 1990
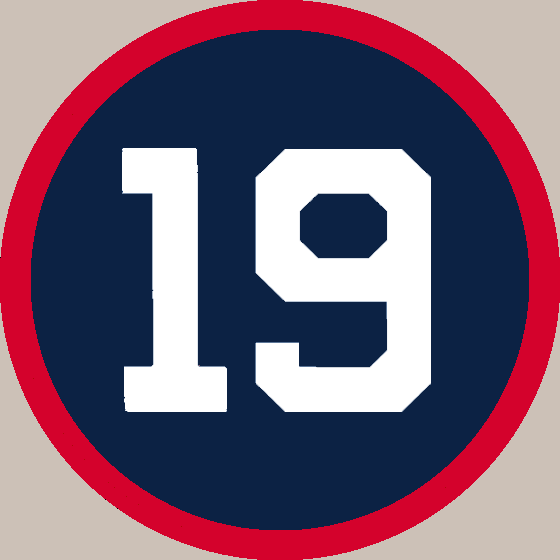
Bob Feller Ritirato nel 27 dicembre 1956

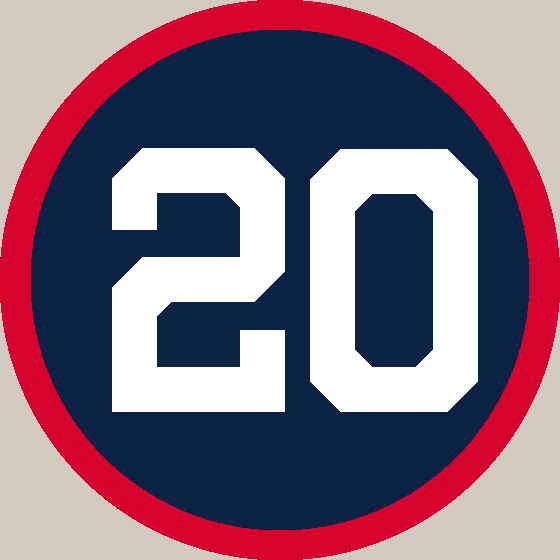
Frank Robinson Ritirato nel 28 maggio 2017
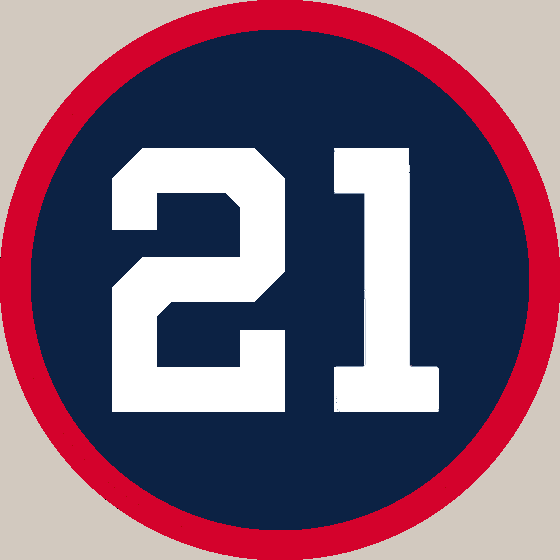
Bob Lemon Ritirato nel 20 giugno 1998
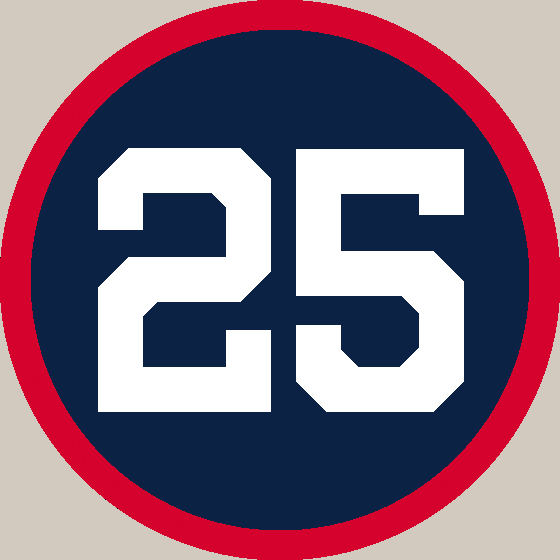
Jim Thome Ritirato nel 18 agosto 2018
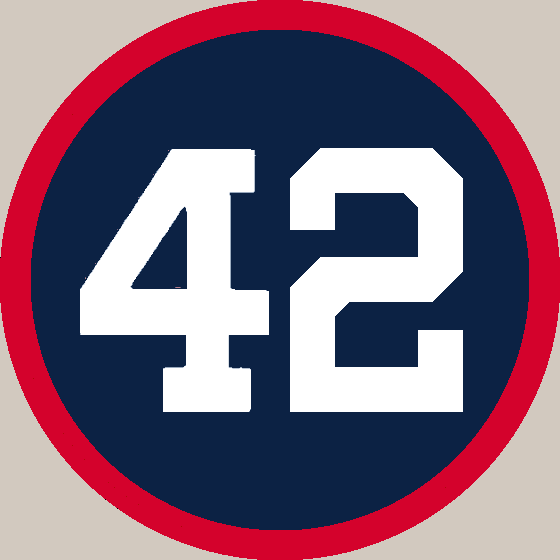
Jackie Robinson Ritirato nel 15 aprile 1997
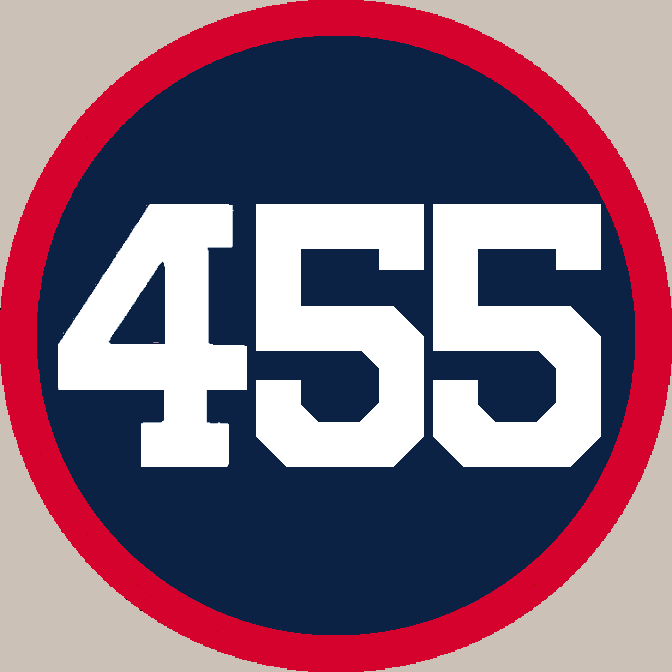
The Fans Ritirato nel 29 maggio 2001

## Affiliate nella Minor League
| Livello | Team                 | League                  | Luogo                             |
| ------- | -------------------- | ----------------------- | --------------------------------- |
| AAA     | Columbus Clippers    | Triple-A East           | Columbus, Ohio                    |
| AA      | Akron RubberDucks    | Double-A Northeast      | Akron, Ohio                       |
| A+      | Lake County Captains | High-A Central          | Eastlake, Ohio                    |
| A-      | Lynchburg Hillcats   | Low-A East              | Lynchburg, Virginia               |
| Rookie  | ACL Indians          | Arizona Complex League  | Goodyear, Arizona                 |
| Rookie  | DSL Indians Blue     | Dominican Summer League | Boca Chica, Repubblica Dominicana |
| Rookie  | DSL Indians Red      | Dominican Summer League | Boca Chica, Repubblica Dominicana |

## Media
La squadra dei Cleveland ha fatto da soggetto per i film Major League - La squadra più scassata della lega e Major League - La rivincita.